# Llista d'especialitats 32 de la Nomenclatura de la UNESCO
Llista d'especialitats del camp 32 (Ciències de la salut) de la Nomenclatura de la UNESCO:
| Disciplina                                                 | Codi    | Especialitat                                                  |
| ---------------------------------------------------------- | ------- | ------------------------------------------------------------- |
| 3201 Ciències Clíniques (vegeu 2302, 2410, 2411 i 5101.13) | 3201.01 | Oncologia (vegeu 3207.03 i 3207.13)                           |
| 3201 Ciències Clíniques (vegeu 2302, 2410, 2411 i 5101.13) | 3201.02 | Genètica clínica (vegeu 2409)                                 |
| 3201 Ciències Clíniques (vegeu 2302, 2410, 2411 i 5101.13) | 3201.03 | Microbiologia clínica (vegeu 2414)                            |
| 3201 Ciències Clíniques (vegeu 2302, 2410, 2411 i 5101.13) | 3201.04 | Patologia clínica                                             |
| 3201 Ciències Clíniques (vegeu 2302, 2410, 2411 i 5101.13) | 3201.05 | Psicologia clínica (vegeu 3211, 6101.04 i 6103)               |
| 3201 Ciències Clíniques (vegeu 2302, 2410, 2411 i 5101.13) | 3201.06 | Dermatologia                                                  |
| 3201 Ciències Clíniques (vegeu 2302, 2410, 2411 i 5101.13) | 3201.07 | Geriatria (vegeu 6108)                                        |
| 3201 Ciències Clíniques (vegeu 2302, 2410, 2411 i 5101.13) | 3201.08 | Ginecologia                                                   |
| 3201 Ciències Clíniques (vegeu 2302, 2410, 2411 i 5101.13) | 3201.09 | Oftalmologia                                                  |
| 3201 Ciències Clíniques (vegeu 2302, 2410, 2411 i 5101.13) | 3201.10 | Pediatria                                                     |
| 3201 Ciències Clíniques (vegeu 2302, 2410, 2411 i 5101.13) | 3201.11 | Radiologia                                                    |
| 3201 Ciències Clíniques (vegeu 2302, 2410, 2411 i 5101.13) | 3201.12 | Radioteràpia (vegeu 2418 i 3207.15)                           |
| 3201 Ciències Clíniques (vegeu 2302, 2410, 2411 i 5101.13) | 3201.13 | Sifilografia                                                  |
| 3201 Ciències Clíniques (vegeu 2302, 2410, 2411 i 5101.13) | 3201.99 | Altres (especifiqueu)                                         |
| 3202 Epidemiologia (vegeu 2414 i 2420)                     |         |                                                               |
| 3202 Medicina forense (vegeu 2402.03)                      |         |                                                               |
| 3204 Medicina del treball                                  | 3204.01 | Medicina nuclear (vegeu 2418 i 3207.15)                       |
| 3204 Medicina del treball                                  | 3204.02 | Malalties professionals                                       |
| 3204 Medicina del treball                                  | 3204.03 | Salut professional                                            |
| 3204 Medicina del treball                                  | 3204.04 | rehabilitació                                                 |
| 3204 Medicina del treball                                  | 3204.99 | Altres (especifiqueu)                                         |
| 3205 Medicina Interna                                      | 3205.01 | Cardiologia (vegeu 3207.04)                                   |
| 3205 Medicina Interna                                      | 3205.02 | Endocrinologia                                                |
| 3205 Medicina Interna                                      | 3205.03 | Gastroenterologia                                             |
| 3205 Medicina Interna                                      | 3205.04 | Hematologia (vegeu 3207.08)                                   |
| 3205 Medicina Interna                                      | 3205.05 | Malalties infeccioses (vegeu 2414, 2420 i 3202)               |
| 3205 Medicina Interna                                      | 3205.06 | Nefrologia                                                    |
| 3205 Medicina Interna                                      | 3205.07 | Neurologia                                                    |
| 3205 Medicina Interna                                      | 3205.08 | Malalties pulmonars                                           |
| 3205 Medicina Interna                                      | 3205.09 | Reumatologia                                                  |
| 3205 Medicina Interna                                      | 3205.99 | Altres (especifiqueu)                                         |
| 3206 Ciències de la nutrició (vegeu 3309)                  | 3206.01 | Digestió                                                      |
| 3206 Ciències de la nutrició (vegeu 3309)                  | 3206.02 | Energia del metabolisme                                       |
| 3206 Ciències de la nutrició (vegeu 3309)                  | 3206.03 | Substancies tòxiques naturals                                 |
| 3206 Ciències de la nutrició (vegeu 3309)                  | 3206.04 | Deficiències alimentàries                                     |
| 3206 Ciències de la nutrició (vegeu 3309)                  | 3206.05 | Agents patògens dels aliments                                 |
| 3206 Ciències de la nutrició (vegeu 3309)                  | 3206.06 | Necessitats alimentoses                                       |
| 3206 Ciències de la nutrició (vegeu 3309)                  | 3206.07 | Elements minerals en l'alimentació                            |
| 3206 Ciències de la nutrició (vegeu 3309)                  | 3206.08 | Nutrició                                                      |
| 3206 Ciències de la nutrició (vegeu 3309)                  | 3206.09 | Valor nutritiu                                                |
| 3206 Ciències de la nutrició (vegeu 3309)                  | 3206.10 | Malalties de la nutrició                                      |
| 3206 Ciències de la nutrició (vegeu 3309)                  | 3206.11 | Toxicitat dels aliments                                       |
| 3206 Ciències de la nutrició (vegeu 3309)                  | 3206.12 | Oligoelements en l'alimentació (vegeu 2302.31)                |
| 3206 Ciències de la nutrició (vegeu 3309)                  | 3206.13 | Vitamines (vegeu 2302.32)                                     |
| 3206 Ciències de la nutrició (vegeu 3309)                  | 3206.99 | Altres (especifiqueu)                                         |
| 3207 Patologia                                             | 3207.01 | Al·lèrgies                                                    |
| 3207 Patologia                                             | 3207.02 | Arteriosclerosis                                              |
| 3207 Patologia                                             | 3207.03 | Carcinogènesi (vegeu 3201.01 i 3207.18)                       |
| 3207 Patologia                                             | 3207.04 | Patologia cardiovascular (ver 3205.01 y 3207.18)              |
| 3207 Patologia                                             | 3207.05 | Patologia comparativa                                         |
| 3207 Patologia                                             | 3207.06 | Endotoxines                                                   |
| 3207 Patologia                                             | 3207.07 | Patologia experimental                                        |
| 3207 Patologia                                             | 3207.08 | Hematologia (vegeu 3205.04)                                   |
| 3207 Patologia                                             | 3207.09 | Histopatologia                                                |
| 3207 Patologia                                             | 3207.10 | Immunopatologia (vegeu 2412 i 2302.16)                        |
| 3207 Patologia                                             | 3207.11 | Neuropatologia                                                |
| 3207 Patologia                                             | 3207.12 | Parasitologia                                                 |
| 3207 Patologia                                             | 3207.13 | Oncologia (vegeu 3201.01 i 3207.03)                           |
| 3207 Patologia                                             | 3207.14 | Osteopatologia                                                |
| 3207 Patologia                                             | 3207.15 | Patologia de la radiació (vegeu 2418, 3201.12 i 3204.01)      |
| 3207 Patologia                                             | 3207.16 | Estrès                                                        |
| 3207 Patologia                                             | 3207.17 | Teratologia (estudi dels monstres)                            |
| 3207 Patologia                                             | 3207.18 | Trombosi (vegeu 3207.04)                                      |
| 3207 Patologia                                             | 3207.99 | Altres (especifiqueu)                                         |
| 3208 Farmacodinàmica                                       | 3208.01 | Absorció de medicaments                                       |
| 3208 Farmacodinàmica                                       | 3208.02 | Acció dels medicaments                                        |
| 3208 Farmacodinàmica                                       | 3208.03 | Activació, processos múltiples                                |
| 3208 Farmacodinàmica                                       | 3208.04 | Ubicació activa, receptors                                    |
| 3208 Farmacodinàmica                                       | 3208.05 | Catàlisi, autocatàlisi, immunocatàlisi                        |
| 3208 Farmacodinàmica                                       | 3208.06 | Quimioteràpia (vegeu 2302.06)                                 |
| 3208 Farmacodinàmica                                       | 3208.07 | Interacció d'antígens                                         |
| 3208 Farmacodinàmica                                       | 3208.08 | Mecanismes d'acció dels medicaments (vegeu 3208.02 i 6113.04) |
| 3208 Farmacodinàmica                                       | 3208.09 | Processos metabòlics dels medicaments                         |
| 3208 Farmacodinàmica                                       | 3208.99 | Altres (especifiqueu)                                         |
| 3209 Farmacologia (vegeu 2302.22)                          | 3209.01 | Anàlisi de medicaments                                        |
| 3209 Farmacologia (vegeu 2302.22)                          | 3209.02 | Composició de medicaments                                     |
| 3209 Farmacologia (vegeu 2302.22)                          | 3209.03 | Avaluació de medicaments                                      |
| 3209 Farmacologia (vegeu 2302.22)                          | 3209.04 | Medicaments naturals (vegeu 5101.13)                          |
| 3209 Farmacologia (vegeu 2302.22)                          | 3209.05 | Farmacognosi                                                  |
| 3209 Farmacologia (vegeu 2302.22)                          | 3209.06 | Farmacopees                                                   |
| 3209 Farmacologia (vegeu 2302.22)                          | 3209.07 | Fitofàrmacs                                                   |
| 3209 Farmacologia (vegeu 2302.22)                          | 3209.08 | Preparació de medicaments                                     |
| 3209 Farmacologia (vegeu 2302.22)                          | 3209.09 | Psicofarmacologia (vegeu 6113)                                |
| 3209 Farmacologia (vegeu 2302.22)                          | 3209.10 | Radiofarmàcia                                                 |
| 3209 Farmacologia (vegeu 2302.22)                          | 3209.11 | Normalització de medicaments                                  |
| 3209 Farmacologia (vegeu 2302.22)                          | 3209.12 | Medicaments sintètics                                         |
| 3209 Farmacologia (vegeu 2302.22)                          | 3209.99 | Altres (especifiqueu)                                         |
| 3210 Medicina preventiva                                   |         |                                                               |
| 3211 Psiquiatria (vegeu 3201.05, 6101, 6103.06 i 6103.07)  |         |                                                               |
| 3212 Salut Pública                                         |         |                                                               |
| 3213 Cirurgia                                              | 3213.01 | Cirurgia abdominal                                            |
| 3213 Cirurgia                                              | 3213.02 | Cirurgia estètica                                             |
| 3213 Cirurgia                                              | 3213.03 | Anestesiologia                                                |
| 3213 Cirurgia                                              | 3213.04 | Cirurgia d'ossos                                              |
| 3213 Cirurgia                                              | 3213.05 | Cirurgia d'oïdes, nas i gola                                  |
| 3213 Cirurgia                                              | 3213.06 | Cirurgia experimental                                         |
| 3213 Cirurgia                                              | 3213.07 | Cirurgia del cor                                              |
| 3213 Cirurgia                                              | 3213.08 | Neurocirurgia                                                 |
| 3213 Cirurgia                                              | 3213.09 | Cirurgia dels ulls                                            |
| 3213 Cirurgia                                              | 3213.10 | Cirurgia ortopèdica                                           |
| 3213 Cirurgia                                              | 3213.11 | Fisioteràpia                                                  |
| 3213 Cirurgia                                              | 3213.12 | Proctologia                                                   |
| 3213 Cirurgia                                              | 3213.13 | Ortodòncia-Estomatologia (vegeu 3311.03)                      |
| 3213 Cirurgia                                              | 3213.14 | Cirurgia dels trasplantaments                                 |
| 3213 Cirurgia                                              | 3213.15 | Traumatologia                                                 |
| 3213 Cirurgia                                              | 3213.16 | Urologia                                                      |
| 3213 Cirurgia                                              | 3213.17 | Cirurgia vascular                                             |
| 3213 Cirurgia                                              | 3213.99 | Altres (especifiqueu)                                         |
| 3214 Toxicologia                                           |         |                                                               |
| 3299 Altres especialitats mèdiques                         |         |                                                               |